# Svatbare, Kărdjali
Svatbare (în bulgară Сватбаре) este un sat în comuna Kărdjali, regiunea Kărdjali,  Bulgaria. 

## Demografie
Componența etnică a satului Svatbare
     Turci (96,66%)
     Nicio identificare (3,33%)
     Altele (0%)
La recensământul din 2011, populația satului Svatbare era de 60 locuitori. Din punct de vedere etnic, majoritatea locuitorilor (96,66%) erau turci. Pentru 3,33% din locuitori nu este cunoscută apartenența etnică.